# دانشگاه بین‌المللی وست‌مینستر در تاشکند
دانشگاه بین‌المللی وست‌مینستر در تاشکند (به ازبکی: Academic Lyceum of Westminster International University in Tashkent) یک دانشگاه در ازبکستان است که در تاشکند واقع شده است.